# Lijst van militaire rangen van de Nederlandse krijgsmacht
De Nederlandse krijgsmacht kent diverse rangen en standen. Deze zijn vastgesteld middels het Koninklijk Besluit van 20 juni 1956, bepalende de volgorde van en de verhouding tussen de rangen en standen bij de zee-, de land- en de luchtmacht. Het koninklijk besluit is ondertekend door koningin Juliana, en de ministers van Oorlog en Vloot C. Staf en Justitie J. C. van Oven. De verschillende onderdelen van de Nederlandse krijgsmacht kennen, in aflopende orde van hoogte, de volgende militaire rangen en standen.

## Rangonderscheidingstekens
Aanspreektitels zijn cursief geschreven. De tweede cursieve regel zijn additionele aanspreekvormen voor militairen met een bijzondere functie dan wel taak.
| NAVO Schaal | Koninklijke Marine (KM)             | Koninklijke Marine (KM) | Koninklijke Landmacht (KL)                     | Koninklijke Landmacht (KL)                                             | Koninklijke Luchtmacht (KLu)  | Koninklijke Luchtmacht (KLu)                                           | Koninklijke Marechaussee (KMar)         | Koninklijke Marechaussee (KMar)                                        |
| --- | ----------------------------------- | --- | ---------------------------------------------- | ---------------------------------------------------------------------- | ----------------------------- | ---------------------------------------------------------------------- | --------------------------------------- | ---------------------------------------------------------------------- |
| Opper- of vlagofficieren |                                     | |                                                |                                                                        |                               |                                                                        |                                         |                                                                        |
| OF-10 |                                     | Admiraal (uit traditie, rang bestaat niet meer)                                                                                  |                                                |                                                                        |                               |                                                                        |                                         |                                                                        |
| OF-9 |                                     | Luitenant-admiraal Admiraal |                                                | Generaal                                                               |                               | Generaal                                                               |                                         |                                                                        |
| OF-9 | Korps Mariniers: generaal           | |                                                | Generaal                                                               |                               | Generaal                                                               |                                         |                                                                        |
| OF-8 |                                     | Viceadmiraal Admiraal |                                                | Luitenant-generaal Generaal                                            |                               | Luitenant-generaal Generaal                                            |                                         | Luitenant-generaal Generaal                                            |
| OF-8 | Korps Mariniers: luitenant-generaal | |                                                | Luitenant-generaal Generaal                                            |                               | Luitenant-generaal Generaal                                            |                                         | Luitenant-generaal Generaal                                            |
| OF-7 |                                     | Schout-bij-nacht |                                                | Generaal-majoor Generaal                                               |                               | Generaal-majoor Generaal                                               |                                         | Generaal-majoor Generaal                                               |
| OF-7 | Korps Mariniers: generaal-majoor    | |                                                | Generaal-majoor Generaal                                               |                               | Generaal-majoor Generaal                                               |                                         | Generaal-majoor Generaal                                               |
| OF-6 |                                     | Commandeur |                                                | Brigadegeneraal Generaal                                               |                               | Commodore                                                              |                                         | Brigadegeneraal Generaal                                               |
| OF-6 | Korps Mariniers: brigadegeneraal    | |                                                | Brigadegeneraal Generaal                                               |                               | Commodore                                                              |                                         | Brigadegeneraal Generaal                                               |
| Hoofdofficieren |                                     | |                                                |                                                                        |                               |                                                                        |                                         |                                                                        |
| OF-5 |                                     | Kapitein ter zee Kolonel |                                                | Kolonel                                                                |                               | Kolonel                                                                |                                         | Kolonel                                                                |
| OF-5 | Korps Mariniers: kolonel            | |                                                | Kolonel                                                                |                               | Kolonel                                                                |                                         | Kolonel                                                                |
| OF-4 |                                     | Kapitein-luitenant ter zee Overste                                                                                               |                                                | Luitenant-kolonel Overste                                              |                               | Luitenant-kolonel Overste                                              |                                         | Luitenant-kolonel Overste                                              |
| OF-4 | Korps Mariniers: luitenant-kolonel  | |                                                | Luitenant-kolonel Overste                                              |                               | Luitenant-kolonel Overste                                              |                                         | Luitenant-kolonel Overste                                              |
| OF-3 |                                     | Luitenant ter zee 1e klasse Mijnheer/Mevrouw                                                                                     |                                                | Majoor                                                                 |                               | Majoor                                                                 |                                         | Majoor                                                                 |
| OF-3 | Korps Mariniers: majoor             | |                                                | Majoor                                                                 |                               | Majoor                                                                 |                                         | Majoor                                                                 |
| Subalterne officieren |                                     | |                                                |                                                                        |                               |                                                                        |                                         |                                                                        |
| OF-2 |                                     | Luitenant ter zee 2e klasse oudste categorie Mijnheer/Mevrouw (bij het Korps Mariniers: kapitein)                                |                                                | Kapitein Ritmeester                                                    |                               | Kapitein                                                               |                                         | Kapitein                                                               |
| OF-1 |                                     | Luitenant ter zee 2e klasse Mijnheer/Mevrouw (bij het Korps Mariniers: eerste luitenant)                                         |                                                | Eerste luitenant Luitenant                                             |                               | Eerste luitenant Luitenant                                             |                                         | Eerste luitenant Luitenant                                             |
| OF-1 |                                     | Luitenant ter zee 3e klasse Mijnheer/Mevrouw (bij het Korps Mariniers: tweede luitenant)                                         |                                                | Tweede luitenant Luitenant                                             |                               | Tweede luitenant Luitenant                                             |                                         | Tweede luitenant Luitenant                                             |
| OF-1 |                                     | Luitenant ter zee 3e klasse Mijnheer/Mevrouw (bij het Korps Mariniers: tweede luitenant)                                         | Vaandrig * Kornet                              |                                                                        | Vaandrig *                    |                                                                        | Kornet *                                |                                                                        |
| OF-1 |                                     | Luitenant ter zee 3e klasse Mijnheer/Mevrouw (bij het Korps Mariniers: tweede luitenant)                                         | Kapelmeester                                   |                                                                        | Kapelmeester                  |                                                                        |                                         |                                                                        |
| Onderofficieren De militair die een onderofficiersopleiding heeft volbracht.                                                                     |                                     | |                                                |                                                                        |                               |                                                                        |                                         |                                                                        |
| De rang stafadjudant is in 2003 ingevoerd bij defensie. Stafadjudant: De onderofficier die ook de Joint Tertiaire Vorming heeft volbracht. Bron: |                                     | |                                                |                                                                        |                               |                                                                        |                                         |                                                                        |
| OR-10 OR-9 |                                     | Stafadjudant onderofficier (SAOO1) Stafadjudant-onderofficier Adjudant                                                           |                                                | Stafadjudant onderofficier (SAOO1) Stafadjudant-onderofficier Adjudant |                               | Stafadjudant onderofficier (SAOO1) Stafadjudant-onderofficier Adjudant |                                         | Stafadjudant onderofficier (SAOO1) Stafadjudant-onderofficier Adjudant |
| OR-10 OR-9 |                                     | Stafadjudant onderofficier (SAOO2) Stafadjudant-onderofficier Adjudant                                                           |                                                | Stafadjudant onderofficier (SAOO2) Stafadjudant-onderofficier Adjudant |                               | Stafadjudant onderofficier (SAOO2) Stafadjudant-onderofficier Adjudant |                                         | Stafadjudant onderofficier (SAOO2) Stafadjudant-onderofficier Adjudant |
| OR-10 OR-9 |                                     | Stafadjudant onderofficier (SAOO3) Stafadjudant-onderofficier Adjudant                                                           |                                                | Stafadjudant onderofficier (SAOO3) Stafadjudant-onderofficier Adjudant |                               | Stafadjudant onderofficier (SAOO3) Stafadjudant-onderofficier Adjudant |                                         | Stafadjudant onderofficier (SAOO3) Stafadjudant-onderofficier Adjudant |
| Bron: |                                     | |                                                |                                                                        |                               |                                                                        |                                         |                                                                        |
| OR-9 |                                     | Adjudant-onderofficier Adjudant Operationele dienst / Nautische dienst Opperschipper Korps Mariniers: adjudant marinier Adjudant |                                                |                                                                        |                               |                                                                        |                                         |                                                                        |
| OR-8 |                                     | Sergeant-majoor Majoor Schipper Korps Mariniers: sergeant-majoor marinier Majoor                                                 |                                                | Adjudant-onderofficier Adjudant                                        |                               | Adjudant-onderofficier Adjudant                                        |                                         | Adjudant-onderofficier Adjudant                                        |
| OR-7 |                                     | Sergeant BootsmanKorps Mariniers: sergeant marinier sergeant                                                                     |                                                | Sergeant-majoor Opper                                                  |                               | Sergeant-majoor Sergeant-majoor of majoor                              |                                         | Opperwachtmeester Opper                                                |
| OR-6 |                                     | Korporaal Kwartiermeester Korps Mariniers: "korporaal"                                                                           |                                                | Sergeant der 1e klasse Sergeant Wachtmeester                           |                               | Sergeant der 1e klasse Sergeant                                        |                                         | Wachtmeester der 1e klasse Wachtmeester                                |
| OR-5 |                                     | Korporaal Kwartiermeester Korps Mariniers: "korporaal"                                                                           | Sergeant Wachtmeester                          |                                                                        | Sergeant                      |                                                                        | Wachtmeester                            |                                                                        |
| Manschappen De militair die geen volledige onderofficiersopleiding heeft volbracht.                                                              |                                     | |                                                |                                                                        |                               |                                                                        |                                         |                                                                        |
| OR-4 OR-3 |                                     | Matroos der 1e klasse Matroos Korps Mariniers: "Marinier"                                                                        |                                                | Korporaal der 1e klasse Korporaal                                      |                               | Korporaal der 1e klasse Korporaal                                      |                                         | Marechaussee der 1e klasse Marechaussee                                |
| OR-4 OR-3 |                                     | Matroos der 1e klasse Matroos Korps Mariniers: "Marinier"                                                                        | Korporaal                                      |                                                                        | Korporaal                     |                                                                        | Marechaussee der 2e klasse Marechaussee |                                                                        |
| OR-2 |                                     | Matroos der 2e klasse Matroos Korps Mariniers: "Marinier" Marinier                                                               |                                                | Soldaat der 1e klasse Soldaat Huzaar/Kanonnier                         |                               | Soldaat der 1e klasse Soldaat                                          |                                         | Marechaussee der 3e klasse Marechaussee                                |
| OR-2 |                                     | Matroos der 2e klasse Matroos Korps Mariniers: "Marinier" Marinier                                                               | Soldaat der 2e klasse Soldaat Huzaar/Kanonnier |                                                                        | Soldaat der 2e klasse Soldaat |                                                                        |                                         | Marechaussee der 3e klasse Marechaussee                                |
| OR-1 |                                     | Matroos der 3e klasse Matroos Korps Mariniers: marinier der 3e klasse Marinier                                                   |                                                | Soldaat der 3e klasse Soldaat Huzaar/Kanonnier                         |                               | Soldaat der 3e klasse Soldaat                                          |                                         | Marechaussee der 4e klasse Marechaussee                                |

- De aanduidingen OF-1 t/m OF-10 en OR-1 t/m OR-10 geven de hoogte van de rang in NAVO-verband aan.
- De rangonderscheidingstekens van de Militaire Administratie en Cavalerie worden niet in goud maar in zilver gedragen bij de rangen van sergeant/wachtmeester tot en met sergeant-majoor / opperwachtmeester. De rangen korporaal en korporaal der eerste klasse worden in wit gedragen

## Opmerkingen en toelichtingen

### Vervallen rangen

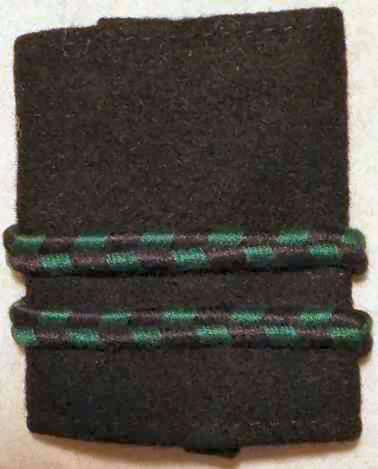
Epaulet Technisch Opzichter KLu (vervallen)

- (Veld)maarschalk. Bij de Koninklijke Landmacht (KL) in 1914 verdwenen.
- De rang van admiraal bij de Koninklijke Marine is bij Koninklijk Besluit van 20 juni 1956 nr. 35 (Staatsblad 361) afgeschaft.
- In een verder verleden kwamen ook andere rangen voor: admiraal-generaal, luitenant-admiraal-generaal (2x) en kapitein-generaal.
- De rang Technisch Opzichter is in 1977 vervallen.
- De rang van kapelmeester is vervallen.
- In het KNIL (Koninklijk Nederlandsch-Indisch Leger) bestond de rang onderluitenant. Een onderluitenant was herkenbaar door twee adjudantenstippen (Landmacht) naast/boven elkaar. Na het demobiliseren van het KNIL mochten beroepsmilitairen terug of overstappen naar de KL. Onderluitenanten die overstapten naar de KL, mochten bij wijze van uitzondering deze unieke rang gedurende hun diensttijd bij de KL behouden.

### Nieuwe rangen

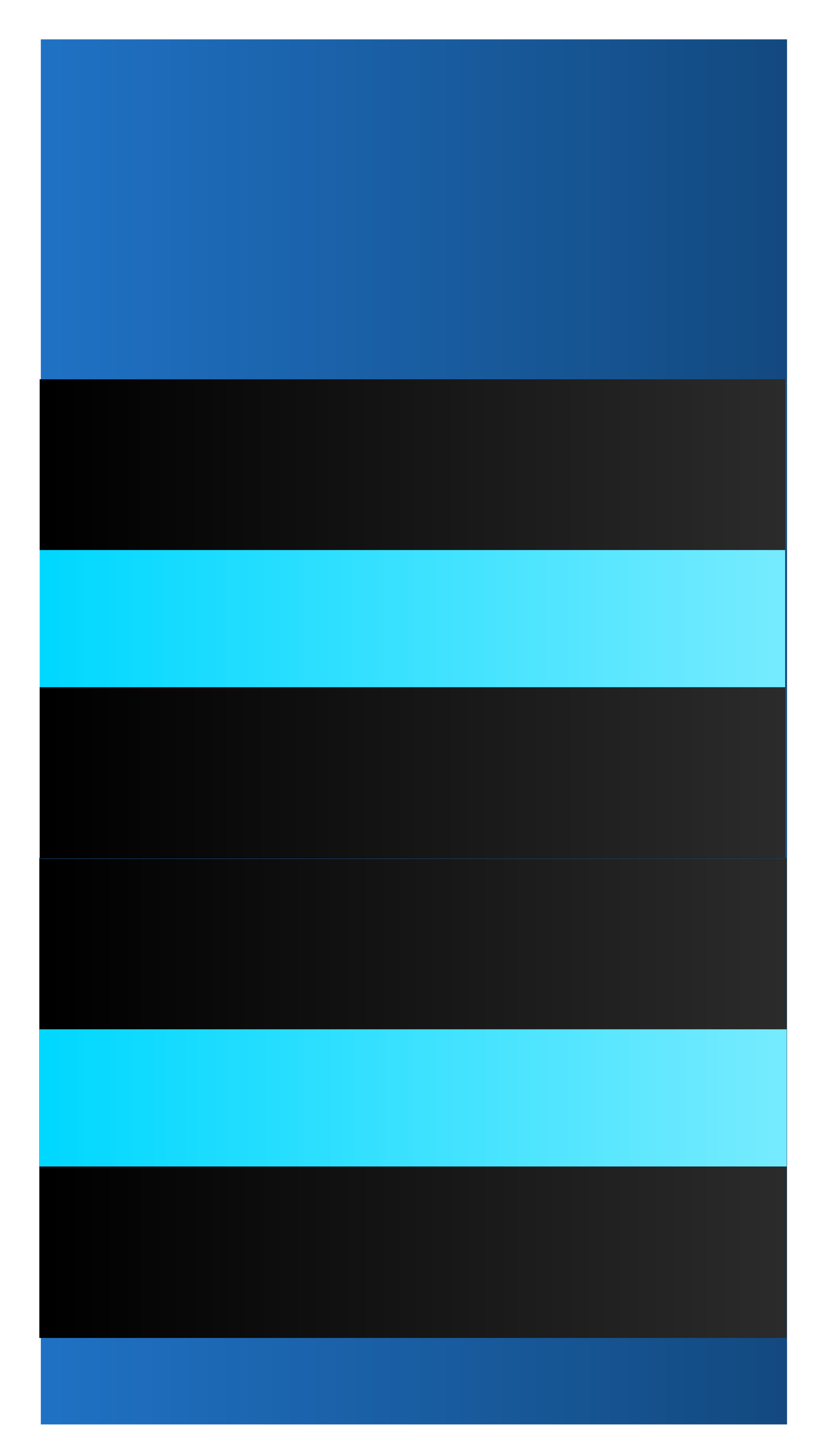
KLu-'rang' van de Nederlandse koning

- De rang brigadegeneraal is bij de Koninklijke Landmacht in 1952 ingevoerd.
- De rang commandeur bij de marine is in 1955 ingevoerd.
- De rang majoor der mariniers is in 1945 bij de mariniersbrigade ingevoerd.
- De rang Luitenant ter zee 2e klasse oudste categorie, LTZ2OC, is in 1945 bij de vloot ingevoerd.
- In 2000 werd de nieuwe stand van soldaat der tweede klasse ingevoerd.
- Sinds 2000 bestaan de rangonderscheidingstekens van stafadjudanten (Koninklijke Landmacht). Dit is geen nieuwe rang, maar wel een aanstelling voor bepaalde functies. Veelal als onderofficier naast de commandant (overste en hoger). Een andere functie van een stafadjudant is pelotonscommandant op de Koninklijke Militaire School in Ermelo.
- Sinds 2007 is er binnen de landmacht een rangonderscheidingsteken voor leidinggevende korporaals gekomen. Korporaals die de 'opleiding leidinggevende korporaal' (OLK) of de 'opleiding plaatsvervangend groepscommandant' (OPG) hebben gevolgd en in de functie zijn van plaatsvervangend groepscommandant, krijgen hun korporaalstre(e)p(en) met 2 gekruiste gele diemaco's erboven. Verder bestaan er zilveren diemaco's, die zijn bestemd voor korporaals die in het verleden de opleiding met succes hebben voltooid, maar geen plaatsvervangend groepscommandantfunctie meer hebben en nog wel een leidinggevende functie bekleden.
- Ceremoniële KLu-rangonderscheidingsteken koning Willem-Alexander (zie rechts, dubbele brede galon of 'dubbele commodorestreep'). Dit wordt toegepast naast het koninklijk distinctief.[1]

### Viersterrenfunctie
De Nederlandse strijdkrachten kennen doorgaans één viersterrenfunctie, die van de commandant der Strijdkrachten (CDS). De functie rouleert doorgaans tussen de krijgsmachtdelen (een generaal als hij afkomstig is uit land- of luchtmacht of een luitenant-admiraal als hij afkomstig is uit de Marine). De afzonderlijke krijgsmachtdelen worden geleid door een driesterrenfunctionaris, een luitenant-generaal bij land- en luchtmacht en een viceadmiraal bij de Marine. De commandant van het Korps Mariniers, een onderdeel van de Marine, is een brigadegeneraal. Sinds 2005 heeft de commandant der Marechaussee eveneens de rang van luitenant-generaal.
De huidige CDS is generaal Onno Eichelsheim, afkomstig van de Koninklijke Luchtmacht. Hij volgde op 15 april 2021 luitenant-admiraal Rob Bauer op, afkomstig van de Koninklijke Marine.
Buiten de Nederlandse strijdkrachten kan het zo zijn dat er gevraagd wordt om een viersterren generaal/admiraal en dat er daarmee meerdere Nederlanders in deze rang zijn. Dit is sinds juni 2021 het geval sinds Rob Bauer is benoemd als voorzitter van het NAVO militair comité.

### Driesterrengeneraals
De Nederlandse strijdkrachten kennen momenteel veertien driesterrengeneraals:
- de plaatsvervangend Commandant der Strijdkrachten (PCDS): vice-admiraal Boudewijn Boots
- de commandant Zeestrijdkrachten (C-ZSK): vice-admiraal René Tas
- de commandant Landstrijdkrachten (C-LAS): luitenant-generaal Jan Swillens
- de commandant Luchtstrijdkrachten (C-LSK): luitenant-generaal André Steur
- de commandant Koninklijke Marechaussee (C-KMar): luitenant-generaal (r) Annelore Roelofs[2]
- de commandant Defensie Ondersteuningscommando (C-DOSCO): luitenant-generaal Jan-Willem Maas[3]
- de commandant Commando Materieel en IT (C-COMMIT): vice-admiraal (TD) Jan Willem Hartman
- de Inspecteur-Generaal der Krijgsmacht (IGK): luitenant-generaal Frank van Sprang
- de Permanente Militaire Vertegenwoordiger (PMV) in het NAVO-hoofdkwartier in Brussel: luitenant-generaal Dick van Ingen[4]
- het hoofd van de Europese Militaire Staf, luitenant-generaal Michiel van der Laan[5] (deze functie rouleert tussen de EU-landen)
- de Commandant van het Eerste Duits-Nederlandse Legerkorps 1 (GE/NL) Corps: luitenant-generaal Nico Tak[6] (deze functie rouleert tussen Nederland en Duitsland)

- de plaatsvervangend directeur-generaal van het Directoraat-Generaal Beleid (DGB) : luitenant-generaal Elanor Boekholt-O'Sullivan[7]
- de directeur van de Militaire Inlichtingen- en Veiligheidsdienst (D-MIVD): vice-admiraal Peter Reesink[8]
- de troepencommandant van de NAVO-missie in Irak (NMI): luitenant-generaal Cas Schreurs[9] (deze functie rouleert tussen de deelnemende NAVO-landen)

### Herkenbaarheid
Voor de herkenning kennen militaire rangen rangonderscheidingstekens en aanspreekvormen. Binnen de Koninklijke Marine (KM) wordt onderscheid gemaakt tussen vloot en mariniers. De Koninklijke Landmacht (KL) kent verschillende aanspreekvormen voor militairen van cavalerie, artillerie en andere wapens en dienstvakken.

### Aanpassingen aan het rangenstelsel
Sinds 1956 zijn diverse malen kleine aanpassingen gedaan in het rangenstelsel, voornamelijk bij manschappen en onderofficieren. Zo werd de stand van soldaat der tweede klasse in 2000 ingevoerd. Vóór 2000 was het onderscheidingsteken van de soldaat der eerste klasse een enkele rode chevron. Vanaf 2000 werd dat een dubbele rode chevron, en werd de soldaat der tweede klasse herkenbaar aan de enkele rode chevron.

### Soldaten
Na 1945 worden militairen in de stand van soldaat (der 1e / 2e klasse) bij verschillende wapens, (garde)regimenten en korpsen van de Koninklijke Landmacht anders genoemd. Bij de cavalerie "huzaar", bij de veld- en luchtdoelartillerie "kanonnier", bij de rijdende artillerie "rijder", bij de (Limburgse) jagers "(Limburgse) jager", bij de grenadiers "grenadier", bij de fuseliers "fuselier" en bij de commandotroepen "commando".

### Rangen en standen, (on)gegradueerden en manschappen
Bij soldaten (soldaat of bijvoorbeeld soldaat der eerste klasse) wordt niet gesproken over rangen maar over standen. Ook wordt onderscheid gemaakt in gegradueerde militairen (korporaal of hoger) en ongegradueerden (soldaten). Daarnaast worden de soldaten aangeduid als manschappen.

### Militairen in opleiding
Militairen in opleiding aan de Koninklijke Militaire Academie (Logo: verweven KMA met een kroontje erboven) hebben de rang/stand van cadet (=soldaat in casu officier in opleiding), cadet-korporaal (resp. cadet-marechaussee der tweede klasse), cadet-sergeant (resp. cadet-wachtmeester) of vaandrig (kornet) (aanspreektitel: jonker). Een en ander afhankelijk van het jaar of de fase van de opleiding van de toekomstige officier. Na het succesvol afronden van de z.g. beroepsopleiding 1 (BO-1) wordt de student bevorderd tot cadet-korporaal.
Militairen in opleiding op het Koninklijk Instituut voor de Marine (KIM) hebben de rang van adelborst (aanspreektitel: jonker). Na het beginnen als adelborst (in stand gelijkgesteld aan matroos eerste klasse) wordt de student na het behalen van het eerste jaar bevorderd tot korporaal-adelborst, om vervolgens na het voltooien van het tweede jaar te worden bevorderd tot sergeant-adelborst.

### Verschillen tussen marine en andere krijgsmachtdelen
Officiersrangen bij de marine hebben andere namen dan bij de land- en luchtmacht maar zijn verder redelijk daarmee vergelijkbaar. Manschappen en onderofficiersrangen hebben deels dezelfde namen als bij land- en luchtmacht maar hebben hierbij niet altijd dezelfde betekenis m.b.t. functie of salarisschaal. Bij de korporaals en sergeanten zijn deze verschillen het grootst: een korporaal bij de marine heeft meer verantwoordelijkheden dan een korporaal bij land- of luchtmacht. Zo wordt bijvoorbeeld een militair verpleegkundige bij de marine korporaal en bij de land- en luchtmacht minimaal sergeant (meestal sergeant 1e klasse, soms sergeant-majoor). Het verschil is ook terug te zien in de salarisschalen; zo verdient een marinekorporaal ongeveer hetzelfde als een sergeant of sergeant 1e klasse bij land- of luchtmacht. In situaties waarbij de verschillende onderdelen samenwerken (bijvoorbeeld uitzendingen) kan dit wel tot misverstanden en irritaties leiden op de werkvloer of in de verblijven van de verschillende rangen. Een korporaal bij de marine is, in tegenstelling tot zijn collega's bij de andere krijgsmachtdelen, volwaardig onderofficier en heeft dus de kaderschool voor onderofficieren doorlopen. De marinekorporaals aan boord hebben ook hun eigen verblijf als een soort 'voorportaal' voor het onderofficiersverblijf.
Binnen de korporaals bij de landmacht zijn er twee varianten: de korporaal ingedeeld bij alle wapens en dienstvakken, en daarnaast de leidinggevend korporaal (ook geplaatst bij de meeste wapens- of dienstvakken) die een speciale opleiding (OLK) heeft gekregen op de Koninklijke Militaire School te Ermelo. De leidinggevende korporaals krijgen de functie van plaatsvervangend groepscommandant; zij zijn te herkennen aan de gekruiste Diemaco geweren boven de korporaalsstrepen.

### Bijzondere functies
Voorts zijn te noemen de verschillende muziekkorpsen van de verschillende krijgsmachtdelen, die zo ook hun bijzonderheden kennen als bijvoorbeeld de functie van kapelmeester.
In het algemeen zijn de erkend opgeleide geestelijk verzorgers in rang gelijkgesteld aan kapitein, majoor of overste. De hoofden van dienst van de geestelijk verzorgers zijn in rang gelijkgesteld met kolonel. Voorbeelden zijn vlootpredikant, legerpredikant (protestants-christelijk), luchtmachtaalmoezenier (rooms-katholiek), humanistisch raadsman (of -vrouw) (humanisme), rabbijn (joods), imam (islamitisch) en pandit (Hindoestaans). Zij bekleden formeel niet de rang want zijn aangesteld als burgerambtenaar, maar genieten wel dezelfde rechten als een militair met de equivalente rang. Bij de Koninklijke Marine is hun rangonderscheidingsteken niet voorzien van de krul (galon) op de bovenste streep.
Het rooms-katholieke Militair Ordinariaat van het Nederlandse episcopaat wordt geleid door de legerbisschop, een parttime functie, die meestal door een van de Nederlandse bisschoppen naast hun andere taken wordt uitgeoefend. Van 1995 tot 2020 bekleedde mgr. dr. Jos Punt deze functie.
Sinds 2020 bekleedt mgr. dr. Everard de Jong, hulpbisschop van het bisdom Roermond de functie van legerbisschop.

### Draagwijze en kleur
De rangonderscheidingstekens kunnen op verschillende plaatsen op het uniform worden gedragen. De volgende plaatsen komen over het algemeen in aanmerking: onder aan de mouw, (officieren en adjudant-onderofficieren van de Marine of Luchtmacht), halverwege de bovenarm (veelal bij onderofficieren en manschappen) en op de schouders (alle rangen en b.v. op overhemden, gevechtskleding of werkkleding).
In het verleden werden rangonderscheidingstekens ook op de boorden (revers) gedragen. Ook worden de rangonderscheidingstekens soms gedragen op het hoofddeksel (of helm).
Op gala-uniformen zijn de rangonderscheidingstekens soms zilver of goudkleurig. Bij onderofficieren van de Landmacht zijn de rangonderscheidingstekens op het dagelijkse tenue (DT) goudkleurig of zilverkleurig voor de cavalerie en militaire administratie. De rangonderscheidingstekens van onderofficieren van de Luchtmacht zijn op het DT blauw van kleur en op het gala-tenue goudkleurig. Ook zijn de rangonderscheidingstekens op ceremoniële tenues of op de tenues van muzikanten van afwijkende vorm en kleur.

### Titulatuur, titels
Zie titulatuur voor aanhef bij correspondentie.
Indien een militair ook een andere titel heeft (bv ir.) dan wordt dit na de militaire titel bij de naam toegepast (b.v. Lkol ir. M. Naam). Indien de titel achter de naam staat dan blijft deze ook achter de naam gebruikt worden.

### Majoor
Omdat bij de Koninklijke Marine zowel naar de sergeant-majoor (onderofficier) als naar de majoor (officier) wordt verwezen als de 'majoor', wordt de majoor (officier) ook aangeduid als groot-majoor. Bij het Korps Mariniers is de aanspreektitel voor beide rangen 'majoor', bij de rest van de Marine wordt de officier aangesproken met 'mijnheer'.
Een sergeant-majoor wordt door zijn meerderen aangesproken met sergeant-majoor en door zijn ondergeschikten met majoor.

### Luchtmacht adjudant
Het rangonderscheidingsteken van de adjudant veranderde in de tachtiger jaren van de zogenaamde blokstrepen naar het rangonderscheidingsteken dat gelijk is dat van de vaandrig (smalle streep). In de praktijk was dit vaak verwarrend; is het een jonge adjudant of een oude vaandrig? In juli 2017 werden, mede om de rol van de adjudant te versterken, de blokstrepen in iets modernere vorm weer ingevoerd.

### Aanstelling, bevordering en ontslag

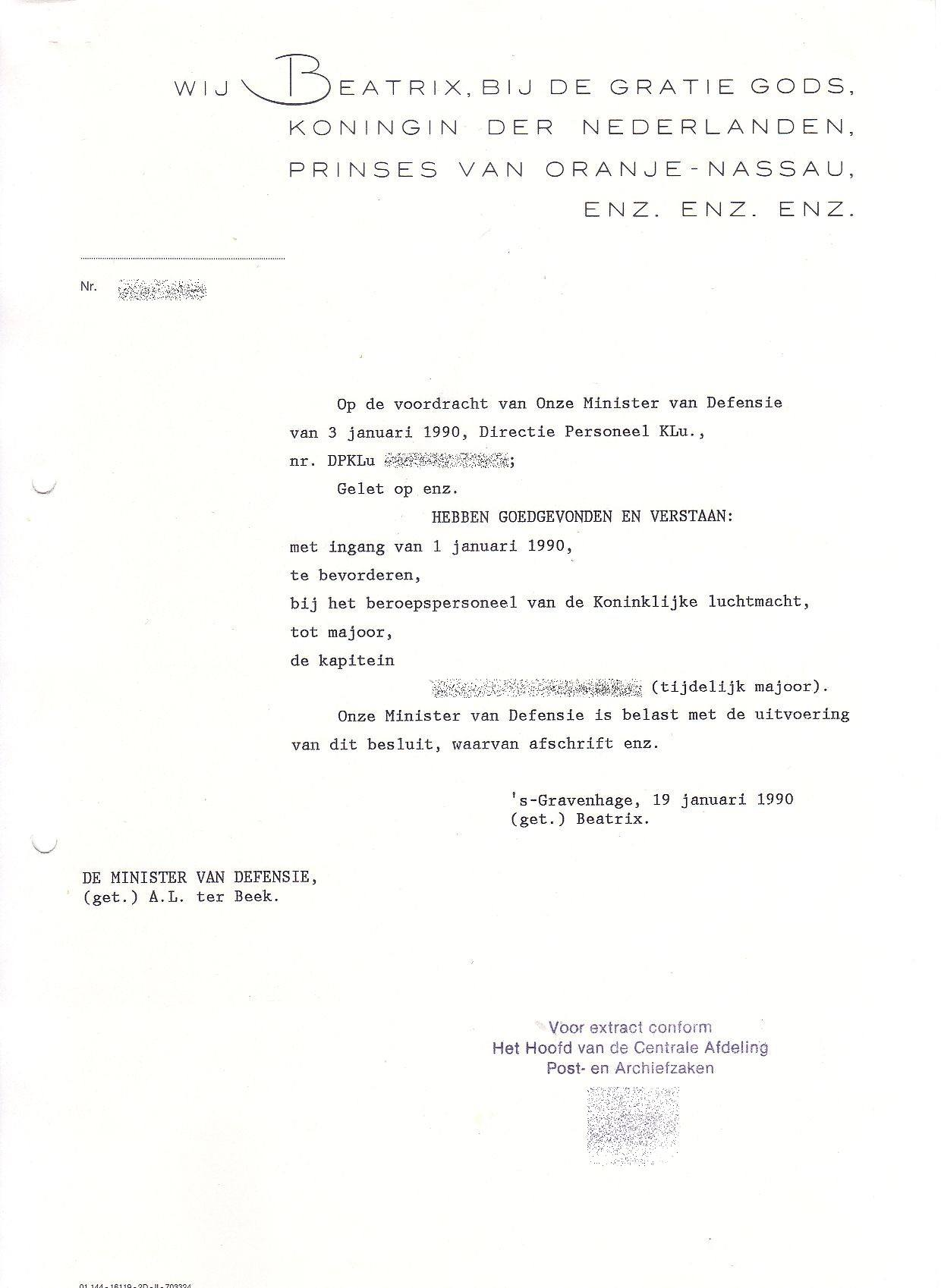
Afschrift van een Koninklijk Besluit voor bevordering officier van de Koninklijke Luchtmacht.

Officieren worden aangesteld, bevorderd en ontslagen bij koninklijk besluit op voordracht van de minister van Defensie.

### Afkortingen
In correspondentie kan de rang worden afgekort. De volgende afkortingen worden onder andere gebruikt. Achter een afkorting wordt geen punt geplaatst:
CLAS en CLRS
- Soldaat der Derde Klasse: Sld3
- Soldaat der Tweede Klasse: Sld2
- Soldaat der Eerste Klasse: Sld1
- Korporaal: Kpl
- Korporaal der Eerste Klasse: Kpl1
- Sergeant: Sgt
- Sergeant der Eerste Klasse: Sgt1
- Sergeant-majoor: Sm
- Adjudant onderofficier: Aoo
- Tweede luitenant: Tlnt (CLAS), Tlt (CLRS)
- Eerste luitenant: Elnt (CLAS), Elt (CLRS)
- Kapitein: Kap (CLAS en CLRS), Ritmeester, Ritm (CLAS)
- Majoor: Maj
- Luitenant-kolonel: LKol (CLAS), Lt-Kol (CLRS)
- Kolonel: Kol
- Brigadegeneraal (CLAS): BGen; Commodore (CLRS): Cdre
- Generaal-majoor: GenM (CLAS), Gen-Maj (CLRS)
- Luitenant-generaal: LGen (CLAS), Lt-Gen (CLRS)
- Generaal: Gen

Bij CLRS-officieren in de rang van luitenant tot en met kolonel die vlieger of arts zijn, wordt soms die kwalificatie aan de rangaanduiding toegevoegd, dus bijvoorbeeld majoor-vlieger of kolonel-arts.
Koninklijke Marechaussee:
- Marechaussee der 4e klasse: Mar4
- Marechaussee der 3e klasse: Mar3
- Marechaussee der 2e klasse: Mar2
- Marechaussee der 1e klasse: Mar1
- Wachtmeester: Wmr
- Wachtmeester der 1e klasse: Wmr1
- Opperwachtmeester: OW
- Adjudant Onderofficier: AOO
- Kornet/Vaandrig: VDG

De rangen hierboven zijn gelijkgesteld aan die van de Koninklijke Landmacht.
CZSK 

Vloot
- Matroos der 3de klasse: MATR3
- Matroos der 2de klasse: MATR2
- Matroos der 1ste klasse: MATR1
- Korporaal: KPL
- Sergeant: SGT
- Sergeant-majoor: SMJR
- Adjudant-onderofficier: AOO
- Stafadjudant niv 2: AOO
- Stafadjudant niv 1: AOO
- Luitenant ter zee 3e klasse: LTZ3
- Luitenant ter zee 2e klasse: LTZ2
- Luitenant ter zee 2e klasse oudste categorie: LTZ2OC
- Luitenant ter zee 1e klasse: LTZ1
- Kapitein-luitenant ter zee: KLTZ
- Kapitein ter zee: KTZ
- Commandeur: CDR
- Schout-bij-nacht: SBN
- Viceadmiraal: VADM
- Luitenant-admiraal: LTADM
- Admiraal: ADM

Korps Mariniers
- Marinier der 3de klasse: MARN3
- Marinier der 2de klasse: MARN2
- Marinier der 1ste klasse: MARN1
- Korporaal: KPLMARNALG
- Sergeant: SGTMARNALG
- Sergeant-majoor: SMJRMARNALG
- Adjudant-onderofficier: AOOMARNALG
- Stafadjudant niv 2: AOO MARNS
- Stafadjudant niv 1: AOO MARNS
- Tweede luitenant: TLNTMARNS
- Eerste luitenant: ELNTMARNS
- Kapitein: KAPTMARNS
- Majoor: MAJMARNS
- Luitenant-kolonel: LNTKOLMARNS
- Kolonel: KOLMARNS
- Brigadegeneraal: BRIGGENMARNS
- Generaal-majoor: GENMAJMARNS
- Luitenant-generaal: LNTGENMARNS
- Generaal: GENMARNS

Bij CZSK wordt ook altijd het dienstvak of korps direct achter de rang vermeld.
Schepelingen:
- Operationele dienst: OD

subdienstvakken: nautische dienst (ODND), operaties (ODOPS), verbindingen (ODVB)
- Logistieke dienst: LD

subdienstvakken: administratie (LDA), verzorging (LDV), goederenbeheer (LDGB), geneeskundige dienst (LDGD)
- Technische dienst: TD

subdienstvakken: werktuigbouw (TDW), elektro (TDE), vliegtuig (TDV)
- wapentechnische dienst: WD

subdienstvakken: elektro (WDE), werktuig (WDW), systemen (WDS), vliegtuig (WDV),
- Bijzondere diensten: BD

subdienstvakken: tandartsassistente (BDTA), marine transportdienst (BDMTD)
- Voorbeelden: MATR1TDW, KPLLDV, SGTODND, SMJRWDV, AOOODOPS, etc.

Officieren:
- Zeeofficieren: geen toevoeging
- Administratie: A
- Technische dienst: T
- Electrotechnische dienst: E
- Vlieger: V
- Waarnemer: W
- Arts: AR
- Tandarts: TA
- Apotheker: AP
- Speciale dienst: SD
- voorbeelden: LTZA 3, LTZE2OC, LTZV1, KLTZAR, CDRT, etc.